# Milano-Sanremo 2015
La Milano-Sanremo 2015, centoseiesima edizione della corsa, valida come quarta prova del circuito UCI World Tour 2015, si è svolta il 22 marzo 2015 su un percorso di 293 km, con partenza da Milano ed arrivo a Sanremo. Fu vinta dal tedesco John Degenkolb, che terminò la gara in 6h46'16", alla media di 43,3 km/h.
Al traguardo 160 ciclisti portarono a termine il percorso.

## Percorso
La gara parte da via della Chiesa Rossa all'ombra del Castello Sforzesco, a Milano. Dopodiché i corridori dovranno percorrere 293 chilometri, transitando attraverso Pavia, Voghera, Tortona e Novi Ligure, prima di affrontare la prima salita di giornata, il Passo del Turchino, situato all'incirca a metà gara, che potrebbe dare il via a qualche fuga da lontano. Si attraversano poi diversi comuni della riviera ligure tra cui Varazze, Savona, Spotorno e Alassio, prima di affrontare nell'ordine, ai 55 km dal traguardo, Capo Mele (3 km al 2%), Capo Cervo (3 km al 2.3%) e Capo Berta (2.5 km al 5.1%)
Segue poi un tratto di continui saliscendi, prima della salita della Cipressa, di 5,65 km, con pendenze medie del 4,1% e punte massime al 9%.
Il percorso proseguirà poi fino al bivio che porterà fin su al Poggio di Sanremo. Salita lunga 3,70 km, con pendenze medie del 3,7% e punte massime all'8%. Una volta scollinati, i corridori dovranno lanciarsi in discesa, al termine della quale mancheranno soltanto 2 km per giungere sulla linea del traguardo di Sanremo, che dopo otto anni sarà nella centrale Via Roma.

## Squadre e corridori partecipanti
| N.      | Cod. | Squadra                      |
| ------- | ---- | ---------------------------- |
| 1-8     | KAT  | Team Katusha                 |
| 11-18   | ALM  | AG2R La Mondiale             |
| 21-28   | AND  | Androni Giocattoli-Venezuela |
| 31-38   | AST  | Astana Pro Team              |
| 41-48   | BAR  | Bardiani-CSF                 |
| 51-58   | BMC  | BMC Racing Team              |
| 61-68   | BOA  | Bora-Argon 18                |
| 71-78   | CCC  | CCC Sprandi Polkowice        |
| 81-88   | COF  | Cofidis                      |
| 91-98   | COL  | Colombia                     |
| 101-108 | EQS  | Etixx-Quick Step             |
| 111-118 | FDJ  | FDJ.fr                       |
| 121-128 | IAM  | IAM Cycling                  |

| N.      | Cod. | Squadra                |
| ------- | ---- | ---------------------- |
| 131-138 | LAM  | Lampre-Merida          |
| 141-148 | LTS  | Lotto-Soudal           |
| 151-158 | MOV  | Movistar Team          |
| 161-168 | MTN  | MTN-Qhubeka            |
| 171-178 | OGE  | Orica-GreenEDGE        |
| 181-188 | TCG  | Team Cannondale-Garmin |
| 191-198 | TGA  | Team Giant-Alpecin     |
| 201-208 | TLJ  | Team Lotto NL-Jumbo    |
| 211-218 | TNN  | Team Novo Nordisk      |
| 221-228 | SKY  | Team Sky               |
| 231-238 | TCS  | Tinkoff-Saxo           |
| 241-248 | TFR  | Trek Factory Racing    |

## Ordine d'arrivo (Top 10)
| Pos. | Corridore          | Squadra      | Tempo    |
| ---- | ------------------ | ------------ | -------- |
| 1    | John Degenkolb     | Team Giant   | 6h46'16" |
| 2    | Alexander Kristoff | Katusha      | s.t.     |
| 3    | Michael Matthews   | Orica        | s.t.     |
| 4    | Peter Sagan        | Tinkoff-Saxo | s.t.     |
| 5    | Niccolò Bonifazio  | Lampre       | s.t.     |
| 6    | Nacer Bouhanni     | Cofidis      | s.t.     |
| 7    | Fabian Cancellara  | Trek Factory | s.t.     |
| 8    | Davide Cimolai     | Lampre       | s.t.     |
| 9    | Tony Gallopin      | Lotto-Soudal | s.t.     |
| 10   | E. Boasson Hagen   | MTN          | s.t.     |